# Han Berger
Han Berger, född 17 juni 1950, är en nederländsk tidigare fotbollsspelare och tränare.
Han Berger var tränare för australiska landslaget 2010.